# Cnemidocarpa jacens
Cnemidocarpa jacens is een zakpijpensoort uit de familie van de Styelidae. De wetenschappelijke naam van de soort is voor het eerst geldig gepubliceerd in 2003 door Monniot & Monniot.